# Mistrzostwa Świata w Biathlonie 1994
29. Mistrzostwa świata w biathlonie odbyły się 15 marca 1994 roku w Canmore. Mistrzostwa organizowane były w tym samym roku co igrzyska olimpijskie w Lillehammer, dlatego rozegrana została tylko jedna konkurencja – bieg drużynowy, której zabrakło w programie olimpijskim. Reprezentanci Polski nie startowali.

## Mężczyźni
| Pozycja | Reprezentacja | Zawodnicy                                                              | Strzelanie | Wynik   |
| ------- | ------------- | ---------------------------------------------------------------------- | ---------- | ------- |
|         | Włochy        | Pieralberto Carrara Hubert Leitgeb Andreas Zingerle Wilfried Pallhuber | 1 0 2 1    | 26:26,5 |
|         | Rosja         | Władimir Draczow Aleksiej Kobielew Walerij Kirijenko Siergiej Tarasow  | 1 0 1 2    | +1,3    |
|         | Niemcy        | Steffen Hoos Marco Morgenstern Peter Sendel Jens Steinigen             | 0 1 0 1    | +7,8    |
| 4.      | Norwegia      | Sylfest Glimsdal Ole Einar Bjørndalen Halvard Hanevold Jon Åge Tyldum  | 1 0 3 1    | +1:24,4 |
| 5.      | Czechy        | Tomáš Kos Ivan Masařík Petr Garabík Jiří Holubec                       | 0 3        | +1:40,8 |
| 6.      | Austria       | Ludwig Gredler Wolfgang Perner Alfred Eder Hannes Obererlacher         | 0 4 2      | +1:45,6 |
| 7.      | Słowenia      | Jože Poklukar Matjaž Poklukar Jure Velepec Janez Ožbolt                | 1 3 1      | +2:21,0 |
| 8.      | Francja       | Xavier Blond Gilles Marguet Lionel Laurent Stephane Bouthiaux          | 1 3 1      | +2:29,0 |

## Kobiety
| Pozycja | Reprezentacja     | Zawodniczki                                                               | Strzelanie | Wynik   |
| ------- | ----------------- | ------------------------------------------------------------------------- | ---------- | ------- |
|         | Białoruś          | Natalja Piermiakowa Natalja Ryżenkowa Iryna Kakujewa Swietłana Paramygina | 2 1 0      | 53:58,1 |
|         | Norwegia          | Ann-Elen Skjelbreid Åse Idland Annette Sikveland Hildegunn Mikkelsplass   | 0 1 4      | +2,4    |
|         | Francja           | Emmanuelle Claret Nathalie Beausire Corinne Niogret Véronique Claudel     | 0 2 0      | +1:32,3 |
| 4.      | Niemcy            | Antje Harvey Simone Greiner-Petter-Memm Uschi Disl Petra Schaaf           | 1 2 3 2    | +1:34,4 |
| 5.      | Stany Zjednoczone | Laura Tavares Gillian Sharp Joan Smith Beth Coats                         | 1 3 1      | +2:36,4 |
| 6.      | Kanada            | Lise Meloche Yvonne Visser Inger-Kristin Berg Jane Isakson                | 1 0 3 0    | +3:06,3 |
| DNF     | Rosja             | Łuiza Noskowa Natalja Snytina Jelena Biełowa Nadieżda Tałanowa            | –          | –       |